# Luke Sikma
Lucas Clayton Sikma (ur. 30 lipca 1989 w Bellevue) – amerykański koszykarz, występujący na pozycjach silnego skrzydłowego, obecnie zawodnik Alby Berlin.
W 2012 i 2013 reprezentował Minnesotę Timberwolves, podczas rozgrywek letniej ligi NBA.
Jeo ojciec Jack występował 14 lat w NBA w barwach Seattle SuperSonics i Milwaukee Bucks, wystąpił siedmiokrotnie w meczu gwiazd i zdobył mistrzostwo NBA w 1979.

## Osiągnięcia
Stan na 17 lutego 2020, na podstawie, o ile nie zaznaczono inaczej.

### NCAA
- Uczestnik turnieju Portsmouth Invitational Tournament (2011)
- Zaliczony do:
  - I składu WCC (2011)
  - składu honorable mention WCC (2010)
- Lider WCC w:
  - liczbie:
    - celnych (155) i oddanych (290) rzutów za 2 punkty (2011)
    - (337) i średniej (10,5) zbiórek (2011)

  - skuteczności rzutów z gry (56,3% – 2010)

### Drużynowe
- Mistrz:
  - Hiszpanii (2017)
  - II ligi hiszpańskiej LEB Oro (2013)
- Wicemistrz:
  - Eurocup (2017, 2019)
  - Niemiec (2018, 2019)
- Zdobywca Pucharu:
  - pucharu Niemiec (2020)[5]
  - Księżniczki Asturii (2013 – pucharu II ligi hiszpańskiej)
- Finalista pucharu:
  - Hiszpanii (2017)
  - Niemiec (2018, 2019)

### Indywidualne
- MVP:
  - Eurocup (2019)
  - ligi niemieckiej (2018)
  - miesiąca hiszpańskiej Ligi Endesa (maj – 2014)
  - kolejki:
    - Euroligi (3 – TOP 16 – 2018/2019, 9 – 2019/2020)
    - Eurocup (1 – 2017/2018, 5 – 2018/2019)

  - 2. meczu finałów Euroligi (2019)
- Zaliczony do I składu:
  - Eurocup (2019)
  - niemieckiej ligi BBL (2018, 2019)
- Uczestnik meczu gwiazd niemieckiej ligi BBL (2018)
- Lider ACB w przechwytach (2015)